# Model de taula
El model de taula és un model de base de dades que descriu qualsevol dels mitjà de codificar un model de base de dades (comunament una taula) com un arxiu de text simple.
"Un arxiu pla" és un text simple o el text mixt i l'arxiu binari que en general conté un registre per línia o el registre 'físic' (per exemple sobre el disc o una cinta). Dins de tal registre, els camps sols poden ser separats per delimitadors, p. ex. comes, o tenir una longitud fixa. En el cas últim, l'embuatat pot ser necessari per a arribar a aquesta longitud. El formatar suplementari pot ser necessari per a evitar la col·lisió delimiter. No hi ha cap relacions estructurals entre els registres.
Els exemples típics d'arxius plans són/etc/passwd i/, etc/group sobre sistemes operatius Semblances. Altre exemple d'un arxiu pla és una llista de nom i adreça amb el Nom de camps, l'Adreça, i el Número de telèfon.
És possible escriure a mà, sobre un full de paper, una llista de noms, adreces, i números de telèfon; açò és una base de dades d'arxiu plana. Açò també pot ser fet amb qualsevol màquina d'escriure o processador de text. Molts trossos de programari són dissenyats per a posar en pràctica bases de dades d'arxiu planes.

## Història
Les primeres ocupacions de màquines calculadores eren les posades en pràctica de bases de dades simples. Herman Hollerith va concebre la idea que les dades de cens podrien ser representats per forats va perforar en targetes de paper i tabulà per la màquina. Ell va vendre el seu concepte a l'Oficina de Cens dels EU; així, el Cens de 1890 era el primer en la vida automatitzat consistint base de dades, en l'essència, d'uns milers de caixes plenes de targetes perforades.
L'empresa de Hollerith va esdevenir la IBM de gegant d'ordinador, que va dominar el mercat informàtic per a la major part del segle xx. La longitud fixa de la IBM targetes perforades de campanya, de 80 columnes es va fer el mitjà ubic d'introduir dades electròniques fins als anys 1970.
En els anys 80, el usp de les base de dades d'arxiu pla configurables eren populars sobre DOS i el Macintosh. Aquests programes van ser dissenyats per a fer-lo fàcil per a individus per a dissenyar i usar les seues pròpies bases de dades, i eren quasi sobre la parell amb processadors de text i fulls de càlculs van prendre popularitat. Els exemples de productes de base de dades d'arxiu pla eren les primerenques versions de FileMaker i el shareware (el programari de lliure avaluació) l'arxiu de computadora personal. Alguns d'aquests oferts limitar capacitats emparentades, permetent a algunes dades per a ser compartits entre arxius.

## Implementacions contemporànies
C-tree de Faircom és un exemple d'una solució de nivell de l'empresa moderna, però a part que, hi ha molt pocs programes disponibles avui que permeten a un principiant crear i usar una base de dades d'arxiu plana d'ús general. Aquesta funcionalitat és posada en pràctica amb Microsoft Works (disponible només per a algunes versions de Windows) i AppleWorks, de vegades cridada ClarisWorks (disponible tant per al McIntosh com per a plataformes de Windows). Amb el temps, els productes com la Paradoxa de Borland, i el Microsoft Access van començar a oferir algunes capacitats emparentades, així com llenguatges de programació encastats. Els sistemes de gestió de dades (DBMS) com MySQL o Oracle generalment requereixen que programadors construïsquen usos.
Les bases de dades d'arxiu plans encara són usades internament per molts usos de la computadora com emmagatzemar dades de configuració. Molts dels seus usos es permeten a usuaris per a emmagatzemar i recuperar la seua pròpia informació d'arxius plans que usen un conjunt predefinit de camps. Els exemples són programes per a manejar les col·leccions de llibres o cites (nomenaments). Algun menut "contacte" (el nom i adreça) posades en pràctica de base de dades essencialment usa arxius plans.
XML és ara un format popular per a emmagatzemar dades en arxius de text simples, però com XML permet a estructures de dades molt complexes niades ser representades i conté la definició de les dades, molt diferents del model d'arxiu pla.

## Condicions
La base de dades d'arxiu plana pot ser definida molt per poc, o més àmpliament. La interpretació més restringida és correcta en la teoria de base de dades; les més àmplies cobertes el terme com generalment usat.
Estrictament, una base de dades d'arxiu plana hauria de consistir en sols que dades i, si els registres varien en la longitud, delimiters. Més àmpliament, el terme es refereix a qualsevol base de dades que existeix en un arxiu sol en forma de rema i columnes, sense relacions o baules entre registres i camps excepte l'estructura de taula.
Les condicions solien descriure els aspectes diferents d'una base de dades i els seus instruments es diferencien d'una posada en pràctica al següent, però els conceptes deixen el mateix. FileMaker usa el terme "Troballa" (find), mentre MySQL usa el terme "Consulta" (query); però el concepte és el mateix. FileMaker "arxius" són equivalent "taules" MySQL, etcètera, etcètera. Per a evitar confondre al lector, un joc constant de termes (condicions) és usat a tot arreu d'aquest article.
No obstant això, les condicions bàsics "registre" i "camp" són usats en quasi cada posada en pràctica de base de dades.

## Exemple de Base de dades
L'exemple següent il·lustra els elements bàsics d'una base de dades d'arxiu pla. L'arranjament de dades consisteix en una sèrie de columnes i files organitzades en un format tabular. Aquest exemple específic usa només una taula.
Les columnes inclouen: nom (el nom d'una persona, segona columna); equip (el nom d'un equip atlètic donat suport per la persona, tercera columna); i ID numèric únic, (solia únicament identificar registres, la primera columna).
Ací està un exemple la representació textual de les dades descrites:
```
id nom equip
1 Amy Blau
2 Bob Roig
3 Chuck Blau
4 Dick Blau
5 Ethel Roig
6 Fred Blau
7 Gilly Blau
8 Hank Roig
```

Aquest tipus de representació de dades és l'estàndard per a una base de dades d'arxiu pla, encara que haja algunes consideracions addicionals que no són fàcilment evidents del text:
- Tipus de dades: cada columna en una taula de base de dades com el que damunt generalment és restringida a un tipus de dades específic. Tals restriccions en general són establides segons la convenció, però no indicada formalment llevat que les dades siguen transferits a un sistema de base de dades relacional.
- Columnes separades: En el susdit exemple, columnes individuals són separades usant caràcters en blanc. També criden a açò indexació o el formate de dades "d'amplària fixa". Altra convenció comuna és de separar columnes que usen un o diversos caràcters delimiter. Hi ha moltes convencions diferents per a representar dades com açò damunt en el text. (Mirar p. ex., valors Separats per coma, valors Delimiter-separats, la llengua de Marge, el Llenguatge de programació). La utilització delimiters incorre en uns al capdamunt en la localització d'ells sempre ells són processats (a diferència del formatar d'amplària fixa) que pot tenir algunes implicacions de funcionament. No obstant això, l'ocupació de caràcter delimiters (sobretot les comas) són també una forma ordinària de compressió de dades que pot ajudar al funcionament total per reduint volums de dades - sobretot per a objectius de transmissió d'informació. L'ocupació de caràcter delimiters que inclou un component de longitud (notació Declarativa) és relativament rar, però infinitament redueix l'elevat associat amb la localització del grau de cada camp.
- Àlgebra relacional: Cada fila o registre en la susdita taula troben la definició estàndard d'un tuple sota l'àlgebra emparentada (el susdit exemple representa una sèrie de 3-tuples). A més, la primera fila especifica els noms de campanya que són associats amb els valors de cada fila.
- Sistema d'administració de bases de dades: Ja que les operacions formals possibles amb un arxiu de text en general són més limitades que desitjat. El text en el susdit exemple generalment representaria un estat intermediari de les dades abans de la transferència en un sistema de gestió de dades.